# Acragas humilis
Acragas humilis är en spindelart som beskrevs av Eugène Simon 1900. 
Acragas humilis ingår i släktet Acragas och familjen hoppspindlar. Inga underarter finns listade i Catalogue of Life.